# Namhae
Namhae är en landskommun (gun)  i den sydkoreanska provinsen Södra Gyeongsang. Kommunen har 22 780 invånare (2020). Den administrativa huvudorten är Namhae-eup. Kommunen består av ön Namhaedo och mindre kringliggande öar. 
Kommunen är indelad i en köping (eup) och nio socknar (myeon):
Changseon-myeon,
Gohyeon-myeon,
Idong-myeon,
Mijo-myeon,
Nam-myeon,
Namhae-eup,
Samdong-myeon,
Sangju-myeon,
Seo-myeon och
Seolcheon-myeon.